# اتحاد الفلاحين اليمني الديمقراطي
اتحاد الفلاحين اليمني الديمقراطي أو افيد اختصارا، كانت منظمة جماهيرية للفلاحين في جمهورية اليمن الديمقراطية الشعبية. تأسست المنظمة في عام 1976 وكانت جزءًا من تأسيس جنوب اليمن.

## خلفية

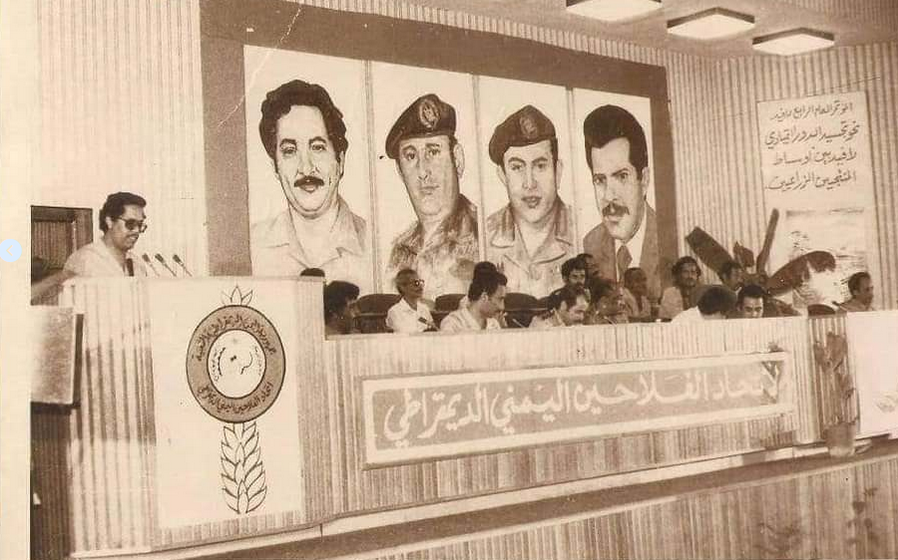
الدكتور أحمد عبيد بن دغر يلقي كلمته في مؤتمر اتحاد الفلاحين اليمني الديمقراطي في 7 أكتوبر 1986م

قرر المؤتمر الخامس للمنظمة السياسية للجبهة القومية الذي عقد عام 1972 إنشاء منظمة جماهيرية ثورية للفلاحين، على الرغم من عدم تأسيس الاتحاد حتى عام 1976.  انعقد المؤتمر التأسيسي في الفترة من 7 إلى 8 أكتوبر 1976.    تم تصور الاتحاد على أنها "منظمة اقتصادية واجتماعية وسياسية تطوعية جماعية للمزارعين التعاونيين والمزارعين الأفراد والبدو الرحل".  قام الاتحاد بتنظيم لجان المزارعين على مستوى المقاطعات والقرى. 
كان الاتحاد أحد أهم المنظمات الجماهيرية في إطار الدولة الحزبية في جنوب اليمن.  وقد كرس دستور جمهورية اليمن الديمقراطية الشعبية لعام 1978 دور الاتحاد ونصت المادة 66 من الدستور على أن "الاتحاد الديمقراطي للفلاحين اليمنيين يعمل على تعميق التحالف بين الفلاحين والطبقة العاملة وخلق علاقات أخوية بين الفلاحين التعاونيين والفلاحين الأفراد. ويعمل على إقناع الفلاحين، من خلال تقديم المثال الإيجابي، بأن الاقتصاد يتم تنظيمه على أفضل وجه على أساس العمل الجماعي التعاوني. ويعمل أيضاً على محو أمية الفلاحين ورفع مستواهم التعليمي والسياسي والثقافي".  
كان الاتحاد عضوًا في النقابة الدولية لعمال الزراعة والغابات والمزارع التابعة للاتحاد العالمي للنقابات العمالية.  وقد وقعت المنظمة اتفاقيات تعاون مع نظيرتها في ألمانيا الشرقية في ثمانينيات القرن العشرين.  

## قيادة
كان عبد الباقي هزاع رئيسًا للاتحاد منذ تأسيسه في عام 1976 حتى يونيو 1978.  في يونيو 1978، سُجن هزاع في عملية التطهير التي أعقبت استيلاء عبد الفتاح إسماعيل على السلطة في الفترة التي سبقت المؤتمر الأول للحزب الاشتراكي اليمني.   وبعد ذلك، أصبح قادة الاتحاد عمومًا أعضاء في اللجنة المركزية للحزب.  في أوائل الثمانينيات، كان سعيد صالح أمينًا عامًا للاتحاد.  شغل أحمد عبيد بن دغر منصب رئيس الاتحاد حتى توحيد اليمن عام 1990.  

## قراءة إضافية
- Mehra، R. N. (1978). "Democratic Yemen (South Yemen) Under Marxist Rule (1968-1978)-A Case Study". Proceedings of the Indian History Congress. Indian History Congress. ج. 39 ع. II: 895–901. JSTOR:44139436. مؤرشف من الأصل في 2024-12-30.